# ProVision
ProVision este o companie distribuitoare de soluții și servicii de securitate IT din România.
Compania a fost înființată în anul 1997 și distribuie în România produsele companiilor Check Point, McAfee, Juniper Networks, Websense, ArcSight, Qualys sau Blue Coat, fiind distribuitor unic autorizat pentru majoritatea tehnologiilor.
De asemenea compania distribuie produse de pe segmentul IT/Multimedia.
Grupul ProVision are șase divizii: Provision Enterprise Technology Solutions (fosta Provision Security Distribution- specializată în soluții de securitate a informației, networking, stocare, virtualizare și management IT), New Horizons (divizia de educație, grupul ProVision fiind operatorul francizei New Horizons Computer Learning Centers în România), Maxlink (cu activități în domeniul infrastructurilor cablate, sistemelor de supraveghere și videoconferințe), Isec (consultanță și audit în securitatea informației), Pro.ro (magazin online), și Pro Cert (asistență tehnică și coordonare în domeniul detectării timpului și a tratării incidentelor de securitate a informațiilor).
Cei mai importanți clienți ai grupului provin din domeniul bancar și cel al telecomunicațiilor.
Număr de angajați în 2008: 75
Cifra de afaceri:
| Anul          | 2010 | 2009 | 2008 | 2007 |
| ------------- | ---- | ---- | ---- | ---- |
| milioane euro | 10   | 10   | 10   | 7,5  |